# Грей, Ричард
Сэр Ричард Грей (англ. Richard Grey; 1457 — 25 июня 1483, Понтефракт) — пасынок короля Эдуарда IV; единоутробный брат короля Эдуарда V и королевы Елизаветы Йоркской. Обезглавлен по приказу лорда-протектора Ричарда Глостерского.

## Биография
Ричард Грей был младшим из двоих сыновей сэра Джона Грея из Гроуби и Елизаветы Вудвилл. Ричарду было три года, когда его отец, воевавший на стороне Ланкастеров, был убит во второй битве при Сент-Олбансе. Через три года мать Ричарда тайно вышла замуж за короля Англии Эдуарда IV из дома Йорков. Первое публичное появление мальчика состоялось во время празднований в 1474 году в честь его единоутробного брата Ричарда, провозглашенного герцогом Йоркским; четыре года спустя он участвовал в свадебных торжествах по поводу бракосочетания Ричарда Шрусбери и Анны Моубрей.
Грей был посвящён в рыцари в 1475 году и четырежды претендовал на место в Ордене Подвязки в 1476—1482 годах, хотя и безуспешно. В год посвящения в рыцари началась политическая карьера Ричарда, когда он стал служить в Уэльсе и приграничных графствах Англии в качестве одного из советников при единоутробном брате принце Уэльском. Грей был мировым судьёй в Херефордшире с 1475 года и заседал в судах Херефорда и Ладлоу в 1476 и 1477 годах соответственно.
В 1479 году Грей был назначен констеблем замка Честера. Он также служил в нескольких судебных комиссиях до конца царствования своего отчима. В 1482 году ему было предоставлено уэльское лордство Кидуэлли; в том же году Ричард стал одним из воспитателей принца Уэльского. Он стал важной персоной при дворе брата и во всех приграничных графствах. География деятельности Грея значительно расширилась: с 1482 года он был констеблем Уоллингфорда и год спустя получил в управление владения Холландов в Эссексе и Нортгемптоншире.
После смерти отчима Грея 9 апреля 1483 года принц Уэльский стал королём Эдуардом V. Жизнь самого Ричарда вскоре кардинально изменилась: 30 апреля Грей и его дядя Энтони Вудвилл сопровождали нового короля из Уэльса в Лондон, когда оба они были арестованы по приказу Ричарда Глостера, брата покойного короля, желавшего изолировать племянника от влияния его матери и её родни. Молодой король был перевезён в Лондонский Тауэр в ожидании коронации под защиту герцога Глостера. Мать Эдуарда, его брат Ричард и пятеро сестёр укрылись в Вестминстерском аббатстве; Ричард Грей в это время находился в замке Понтефракт. Два месяца спустя, 22 июня 1483, брак Эдуарда IV с Елизаветой Вудвилл был признан незаконным; все дети покойного короля объявлялись незаконнорождёнными и лишались прав на престол и всех титулов. Через два дня в Понтефракт к Ричарду был перевезён Энтони Вудвилл, а 25 июня 1483 оба они и ещё двое обвиняемых были обезглавлены в Понтефракте по приказу герцога Глостера, обвинившего их в заговоре против него самого как лорда-протектора. Обнажённые тела четверых казнённых были сброшены в общую могилу. Глостер был объявлен королём 6 июля 1483 года.

## В культуре
Ричард Грей присутствует в шекспировской пьесе «Ричард III» и двух её экранизациях: «Ричард III» (1955 год; роль исполнил Дэн Каннингем) и «BBC Television Shakespeare» (1983 год; часть «Трагедия Ричарда III», роль исполнил Артур Кокс). Также Ричард является одним из второстепенных персонажей романа Филиппы Грегори «Белая королева» (2009) и его одноимённой экранизации (2013 год; роль исполнили Эд Броуди, Руди Гудман и Дин-Чарльз Чэпмен). Грей появляется в телесериале «Ковингтон-кросс» (1992 год; роль исполнил Джонатан Фёрт).
Грей действует в романе Симоны Вилар «Тяжесть венца», а также упоминается в романе Элисон Уэйр «Опасное наследство».